# Hôpital de Béchar
L'hôpital Boudjemaa Tourabi de Béchar est une structure sanitaire, sise dans la commune de Béchar, qui dépend du centre hospitalier universitaire d'Oran, et qui relève de la Direction de la Santé et de la Population (DSP) de la wilaya de Béchar autant que les autres hôpitaux de cette wilaya.
Cet hôpital est l'un des hôpitaux en Algérie qui relèvent du ministère de la Santé.

## Géographie

### Localisation
L'hôpital Boudjemaa Tourabi de Béchar se situe au centre de la ville de Béchar.

### Accès

#### Route
L'accès par route goudronnée à l'hôpital Tourabi Boudjemaa de Béchar, situé à la sortie est de la ville de Béchar, n'est pas du tout évident pour les automobilistes qui continuent à se plaindre des routes complètement défoncées.

#### Hélicoptère sanitaire
Une réflexion est en cours en 2014 pour la dotation de l'hôpital Tourabi Boudjemaa de Béchar d'une station d'hélicoptère sanitaire.
Il s'agira d'un hélicoptère, ou de plusieurs, basé de façon permanente à l'hôpital Tourabi Boudjemaa et dédié exclusivement à des missions sanitaires de transport de patients. 
La zone de stationnement de l'hélicoptère sera proche de l'enceinte des services hospitaliers afin d'éviter l'usage d'un véhicule intermédiaire. Elle devra être protégée, éclairée et homologuée.
La configuration sanitaire de l'appareil volant devra être permanente. 
Le matériel médical embarqué sera standardisé et approuvé. 
La disponibilité immédiate concernera l'équipe médicale des urgences de l'hôpital Tourabi Boudjemaa, mais également le pilote qui bénéficiera de locaux d'hébergement dans l'hôpital même.
Grâce à la généralisation des numéros verts et à l'utilisation du système GPS, l'intervalle entre la survenue de l'urgence médicale dans les communes et les villages de la wilaya de Béchar et la réception de l'alerte aura tendance à diminuer.
L'hélicoptère sanitaire réduira le délai de réponse médicale après l'alerte et le signalement dans tout le périmètre de la wilaya de Béchar.
À rappeler qu'en décembre 2011, trois petits avions et cinq hélicoptères avaient été destinés aux évacuations sanitaires surtout pour la région du sud de l'Algérie, à partir de l'année 2012, à la suite de la convention signée entre le ministère algérien de la santé et de la population et la compagnie algérienne Tassili Airlines.

## Histoire
À son inauguration, l'hôpital Tourabi Boudjemaa de la ville de Béchar était classé comme secteur sanitaire jusqu'à sa mutation en hôpital en date du 1er janvier 2008.

### Hôpital
L’hôpital Tourabi Boudjemaa de Béchar est un hôpital moderne, d'une capacité de 240 lits, qui abrite plusieurs services médicaux.
La capacité d'accueil de cet hôpital a été ensuite étendue par de nouveaux services médicaux.
Cet établissement public hospitalier était composé de services:
- Urgences médico-chirurgicales.
- Chirurgie générale.
- Médecine interne.
- Pédiatrie.
- Gynécologie-obstétrique.
- Néphrologie et hémodialyse.
- Psychiatrie.
- Médecine légale.
- Radiologie centrale.
- Pharmacie.
- Laboratoire central.
- Épidémiologie.
- Anatomie-pathologie.
- Hématologie clinique.

## Réfection
Des travaux de réfection de l'hôpital Tourabi Boudjemaa ont été entrepris en 2007 à l'intérieur de certains services de cette structure hospitalière de 240 lits de Béchar.

## Services cliniques et médico-techniques
L'hôpital Tourabi Boudjemaa de Béchar dispose de services cliniques et médico-techniques.
- Service de chirurgie générale.
- Service de chirurgie vasculaire.
- Service de chirurgie orthopédique.
- Service de gastrologie.
- Service de gynécologie-obstétrique.
- Service de médecine interne.
- Service d'hématologie clinique
- Service de néphrologie.
- Service d'hémodialyse.
- Service d'ophtalmologie.
- Service de télémédecine.
- Service de pédiatrie.
- Service des urgences médico-chirurgicales.
- Service de neurochirurgie.
- Service de pneumologie.
- Service de cardiologie.
- Service d'urologie.
- Service de paradontologie.
- Service de psychiatrie.
- Service de traumatologie.
- Service de neurologie.
- Service de réanimation.
- Service d'épidémiologie.
- Service de gériatrie.
- Service antipoison.
- Service d'oncologie.
- Service de médecine légale.

La capacité totale d'accueil de ces services de l’hôpital Tourabi Boudjemaa de Béchar est de 240 lits.

### Service des urgences médico-chirurgicales
Ce service des urgences médico-chirurgicales a une capacité de lits.
En 2012, ce service des urgences médicales et chirurgicales a été étendu pour être réceptionné en mars 2013.

### Service de chirurgie générale
Ce service de chirurgie générale a une capacité de lits.
Ce service prend en charge entièrement et sur place les patients dans son bloc chirurgical central.
En 2011, l’une des spécialités médicales dont manquait l'hôpital de Béchar était la chirurgie générale où ce service comptait un seul chirurgien pour une population de la commune de Béchar évaluée à 165 000 habitants.

### Service de chirurgie vasculaire
Ce service de chirurgie vasculaire a une capacité de lits.

### Service de chirurgie orthopédique
Ce service de chirurgie orthopédique a une capacité de lits.
En 2007, ce service de chirurgie orthopédique avait été doté d’un arthroscope, qui est un appareil permettant l’examen endoscopique d’une cavité articulaire.
En 2009, ce même service a encore été doté d'un autre arthroscope.

### Service de traumatologie
Ce service de traumatologie a une capacité de lits.
Les travaux de réfection en 2007 avaient réhabilité un nouveau bloc opératoire à l'intérieur de ce service de traumatologie qui allait pouvoir, dès son ouverture, prendre en charge entièrement et sur place les patients.
À partir de 2010, les patients souffrant d’arthrose ont été pris en charge pour bénéficier de dans la Grèce ancienne, l’exposition du corps d'un défunt avant les funérailles (voir Rite funéraire dans la Grèce antique.)s dans ce service qui fonctionne à plein temps.
Cette prise en charge a permis aux patients de la région souffrant d’arthrose de la hanche et celle du genou de bénéficier de prothèse totale de la hanche et du genou.

### Service d'urologie
Le service d'urologie a été doté en 2007, ce service d’urologie avait été doté d’une colonne de scotopie. En 2011, ce service comptait un seul spécialiste qui recevait des patients des cinq wilayas limitrophes de la wilaya de Béchar.

### Service de gastrologie
Ce service de gastrologie a une capacité de lits.
En 2007, ce service de gastrologie a été doté d’une colonne d’endoscopie.

### Service d'ophtalmologie
Ce service d'ophtalmologie a une capacité de lits.
En 2007, ce service d’ophtalmologie avait été doté d'un laser, d'un microscope et d'un phacomètre (focomètre) qui est un appareil optique servant à déterminer par lecture directe le nombre de dioptries d’un verre de lunettes de vue.
En 2011, un manque total de praticiens se signalait au niveau du service ophtalmologique de l'hôpital de Béchar.
Des spécialistes en ophtalmologie viennent régulièrement du nord de l'Algérie pour appliquer avec succès, sur des dizaines de patients, une nouvelle technique en matière de chirurgie oculaire, qui est la phacoémulsification.
Il s'agit d'une technologie permettant de traiter chirurgicalement les cataractes, les opacifications brutales ou progressives du cristallin et ce, après une petite incision dans la cornée à l'aide d'un appareil à ultrasons.

### Service de néphrologie
Ce service de néphrologie a une capacité de lits.
En 2009, ce service de néphrologie a été doté d'un lithotripteur (LEC).
Le nombre des insuffisants rénaux avoisinait en 2011 les 130 patients, et ces derniers étaient traités au niveau de ce service d'hémodialyse, non sans difficultés, en raison notamment des pannes des reins artificiels (générateurs de dialyse).
Le personnel médical de ce service doit être constitué au moins d'un néphrologue et de quelques paramédicaux.

### Service d'hémodialyse
Ce service d'hémodialyse dispose de plus de 29 générateurs pour la prise en charge des malades souffrant d'Insuffisance rénale.

### Service d'épidémiologie
Ce service d'épidémiologie a une capacité de lits.
Ce service des maladies infectieuses, installé en 2007 à l’intérieur de cet hôpital, n’a rien à envier à ceux des pays développés.

### Service d'oncologie
Ce service d'oncologie a une capacité de lits.
En 2009, ce service d'oncologie a été doté de plusieurs chambres de chimiothérapie.
En 2013, le cancer du sein était le plus fréquent chez les femmes avec 45,8% de l’ensemble des 215 cas de cancers fréquents, touchant les deux sexes, enregistrés depuis 2010.
La morbidité parmi les patients atteints du cancer du sein, du cancer de l'ovaire et du cancer du côlon, était de 120 malades en 2013, soit 55,82% des cas admis en hospitalisation au niveau de l’hôpital Tourabi Boudjemaa de Béchar.

### Service de psychiatrie
Ce service de psychiatrie a une capacité de lits.
En 2011, ce service de psychiatrie a été réceptionné après une opération de rénovation et de modernisation.

### Service de radiologie
Ce service de radiologie a une capacité de lits.
En 2009, ce service de radiologie a été doté d'un scanner médical.
En 2011, un manque total de praticiens se signalait au niveau du service radiologique de l'hôpital de Béchar.

### Service de télémédecine
Ce service de télémédecine a été introduit en 2012 à l'hôpital Boudjemaa Tourabi de Béchar.
Ce service fait bénéficier les patients de consultations médicales approfondies à distance, grâce à la technique de télémédecine reliant Béchar aux autres hôpitaux de l'Algérie via un support audiovisuel, et d’effectuer ainsi les diagnostics nécessaires pour chaque cas qui sont ensuite pris en charge par les équipes médicales de l'hôpital Boudjemaa Tourabi de Béchar.

### Service de médecine légale
Ce service de médecine légale reçoit les cas cliniques nécessitant un avis spécialisé.
En cas d'accidents, les éléments de la protection civile de Béchar interviennent en vue de transférer les blessés ou les corps des victimes vers ce service médico-légal ou vers la morgue de l'hôpital.
Les médecins légistes de ce service inspectent les blessés ou les cadavres évacués vers l’hôpital Boudjemaa Tourabi de Béchar, pratiquent des autopsies et participent ainsi aux enquêtes visant à déterminer les causes et les circonstances des divers incidents.

## Tarifs des soins
À l'hôpital Tourabi Boudjemaa de Béchar, les tarifs des soins sont les suivants:
- Consultation générale: 50 DA.
- Soins dentaires: 50 DA (plombage, simple visite ou extraction).
- Radiographie: de 20 à 50 DA, à partir de la radio d’une fracture de doigt au téléthorax.
- Consultation spécialisée: 100 DA (pour chaque nuitée passée à l’hôpital, intervention chirurgicale incluse).
- Soins dispensés aux malades chroniques: gratuits.

## Ambulance
Cet hôpital est doté d'une ambulance (véhicule tout-terrain: type 4x4) équipée de moyens d'urgence et d'intervention.
À rappeler que le secteur de la santé dans la wilaya de Béchar a été renforcé par l'acquisition d'ambulances pour le transport des malades et de véhicules tout-terrain: type 4x4 pour les équipes mobiles.

## Formation universitaire
L'hôpital Boudjemaa Tourabi de Béchar permet aux étudiants de la faculté de médecine de l'université de Béchar de poursuivre et de parfaire leurs études dans de bonnes conditions, car cette structure hospitalière dispose de plusieurs services spécialisés, blocs opératoires, laboratoires d'analyses et service d'imagerie.
En effet, les services cliniques de cet hôpital peuvent accueillir des internes et assistants en formation et des étudiants hospitaliers, en conformité avec les recommandations universitaires.
Ces atouts qui favorisent les étudiants dans leur cursus seront confortés en 2015 par plusieurs médecins spécialistes exerçant dans le nord de l'Algérie, originaires de Béchar, qui ont décidé de retourner exercer à Béchar.
Ce renfort en encadrement spécialisé sera d'un apport appréciable pour le futur centre hospitalier universitaire (CHU) de la capitale de la Saoura, dont les travaux de construction ont été lancés en janvier 2014.
Un concours national de recrutement de 48 maîtres assistants était prévu à la fin du mois de septembre 2014 à Alger pour se renforcer davantage en enseignants.

## École paramédicale
L'institut national de formation supérieure paramédicale de Béchar est doté d’une capacité pédagogique de 140 places.
Les postes pédagogiques ouverts dans cette école visaient la formation durant 03 années de paramédicaux dans les spécialités suivantes: 
- Sages-femmes.
- Auxiliaires médicaux en réanimation.
- Manipulateurs radiologiques.
- Laborantins.
- Puéricultrices.
- Infirmiers en soins généraux.

## Cuisine
La nourriture des patients hospitalisés dans les services de l'hôpital Boudjemaa Tourabi de Béchar est consommée dans les repas préparés dans la cuisine du même établissement.
Ces repas sont préparés avec des provisions alimentaires et des vivres entreposés dans l'entrepôt de ravitaillement de l'hôpital, et destinées à nourrir les malades hospitalisés.

## Incinérateur de déchets médicaux
En 2011, un total de 93,5 tonnes de déchets hospitaliers ont été éliminés à travers les 8 grands établissements de santé de la wilaya de Béchar.
Cette opération visant la protection de l'environnement a été rendue possible grâce à 4 incinérateurs, relevant de deux établissements hospitaliers à Béchar et de deux autres à Abadla et Béni-Abbès.
D'une capacité de traitement de 7 à 30 kg/jour de  déchets, ces incinérateurs sont dans des états moyens pour trois d'entre eux, et dans un état jugé "bon" à l'hôpital Tourabi Boudjemaa de Béchar.

## Établissements affiliés
L'hôpital Tourabi Boudjemaa de Béchar supervise plus de 23 polycliniques et plus de 78 salles de soins, pour servir une population estimée à plus de 316 156 habitants.

### Services d'urgences médico-chirurgicales
En 2010, deux services des urgences médico-chirurgicales (UMC) ont été ouverts dans les quartiers de Béchar-Djedid et Debdeba, dans la ville de Béchar, pour assurer le diagnostic et le traitement des différentes pathologies et urgences médicales et la surveillance thérapeutique, ainsi que la couverture sanitaire totale de la commune de Béchar où sont concentrés 80% des habitants de la wilaya de Béchar estimés à plus de 300 000 âmes.

### Maternités
- Maternité Mohamed Boudiaf de Béchar[48].

### Cliniques

#### Clinique d'ophtalmologie
La commune de Béchar est pourvue d'une clinique d’ophtalmologie qui a été mise en service au mois de février 2013.
Avec une capacité d’accueil de 40 lits, cette clinique effectue des consultations et des actes chirurgicaux et contribue à la prise en charge des différentes maladies ophtalmiques de la wilaya de Béchar et d’autres wilayas dans le sud-ouest de l'Algérie.

### Polycliniques
L'hôpital Boudjemaa Tourabi de Béchar chapeaute plusieurs polycliniques sur les 23 polycliniques que compte la wilaya d'Adrar, soit une polyclinique pour 12 785 habitants.
- Polyclinique de: Béchar[52].

### Salles de soins
L'hôpital Boudjemaa Tourabi de Béchar chapeaute plusieurs salles de soins sur les 78 salles de soins que compte la wilaya de Béchar, soit une salle de soins pour 3 545 habitants.
Ces salles de soins sont érigées dans la banlieue de la ville de Béchar pour accueillir les citoyens.
- Salle de soins: Barga.
- Salle de soins: Haï Nour[53].

## Ressources humaines
Le personnel médical de l'hôpital Tourabi Boudjemaa de Béchar comptait un effectif global de praticiens de la santé composé de médecins spécialistes, de médecins généralistes et d'agents paramédicaux.
En 2010, le secteur de la santé dans la wilaya de Béchar a été renforcé avec 14 médecins spécialistes.
Ce personnel médical envoyé vers Béchar a concerné des spécialistes en cancérologie, réanimation, cardiologie, médecine interne et chirurgie générale. 
Cette équipe de spécialistes devait ensuite être appuyée par une mission médicale cubaine, composée d'autres médecins spécialistes, dans plusieurs pathologies, notamment en gynécologie et orthopédie.
Les avantages sociaux et professionnels offerts aux praticiens algériens sont nombreux à l'hôpital Tourabi Boudjemaa de Béchar, avec un salaire conséquent, une augmentation de 150 %, un logement disponible et équipé et un cadre de travail agréable.
Le manque de plusieurs spécialistes médicales, à savoir des cardiologues, des dermatologues, des pneumologues, des urologues, des neurochirurgiens et des médecins légistes, incite à réfléchir à une autre politique pour inciter les praticiens de la santé à venir au sud de l'Algérie.
L'objectif espéré est d'atteindre la couverture de toutes les spécialités, d'améliorer la qualité de la prise en charge du malade et d'assurer la couverture médicale dans tous les ksours de la wilaya de Béchar.

## Couverture sanitaire
En 2013, les structures de santé dans la wilaya de Béchar étaient encadrées par 131 médecins spécialistes, 208 médecins généralistes et 57 chirurgiens dentistes, ainsi que par 44 pharmacies.
La couverture sanitaire dans la wilaya de Béchar était assurée par un médecin spécialiste pour 2,047 habitants, un médecin généraliste pour 1 303 habitants, un chirurgien dentiste pour 4 710 habitants et un pharmacien pour 6 266 habitants.